# Anne Schröder
Pour les articles homonymes, voir Schröder.
Anne Schröder est une joueuse allemande de hockey sur gazon née le 11 septembre 1994 à Düsseldorf. Elle a remporté avec l'équipe d'Allemagne la médaille de bronze du tournoi féminin aux Jeux olympiques d'été de 2016 à Rio de Janeiro.